# Liste der Kulturdenkmale in Kattendorf
In der Liste der Kulturdenkmale in Kattendorf sind alle Kulturdenkmale der schleswig-holsteinischen Gemeinde Kattendorf (Kreis Segeberg) aufgelistet (Stand: 10. März 2025).

## Legende
In den Spalten befinden sich folgende Informationen:
- Objekt-ID: die Nummer des Kulturdenkmales
- Lage: die Adresse des Kulturdenkmales und die geographischen Koordinaten. Kartenansicht, um Koordinaten zu setzen. In der Kartenansicht sind Kulturdenkmale ohne Koordinaten mit einem roten Marker dargestellt und können in der Karte gesetzt werden. Kulturdenkmale ohne Bild sind mit einem blauen Marker gekennzeichnet, Kulturdenkmale mit Bild mit einem grünen Marker.
- Offizielle Bezeichnung: Bezeichnung des Kulturdenkmales
- Beschreibung: die Beschreibung des Kulturdenkmales
- Bild: ein Bild des Kulturdenkmales

## Sachgesamtheiten
| Objekt-ID | Lage                                         | Offizielle Bezeichnung              | Beschreibung | Bild |
| --------- | -------------------------------------------- | ----------------------------------- | --- | ---- |
| 43750     | Bollweg 20, 22 (53° 51′ 37″ N, 10° 0′ 30″ O) | Sachgesamtheit: Forsthaus Elisenruh | Forsthaus Elisenruh; um 1800 – 19. Jh.; im Kleinen Schmalfelder Wohld gelegenes Ensemble aus Forsthaus Elisenruh, Torpfosten und ehem. Remise - Begründung: geschichtlich, Kulturlandschaft prägend - Schutzumfang: Forsthaus Elisenruh mit Torpfosten (Bollweg 22), ehem. Remise (Bollweg 20) | BW   |

## Bauliche Anlagen
| Objekt-ID | Lage                                     | Offizielle Bezeichnung | Beschreibung | Bild |
| --------- | ---------------------------------------- | ---------------------- | --- | ---- |
| 12898     | Bollweg 22 (53° 51′ 37″ N, 10° 0′ 30″ O) | Forsthaus Elisenruh    | Forsthaus Elisenruh; um 1800; eingeschossiger Backsteinbau mit reetgedecktem Halbwalmdach, Torpfosten - Begründung: geschichtlich, Kulturlandschaft prägend - Schutzumfang: Forsthaus Elisenruh, Torpfosten - Denkmaltyp: Bauliche Anlage, Sachgesamtheit: Forsthaus Elisenruh | BW   |

## Quelle
- Liste der Kulturdenkmale in Schleswig-Holstein – Kreis Segeberg

- Karte mit allen Koordinaten:
- OSM |
- WikiMap